# Eremiaphila rohlfsi
Eremiaphila rohlfsi är en bönsyrseart som beskrevs av Werner 1906. Eremiaphila rohlfsi ingår i släktet Eremiaphila och familjen Eremiaphilidae. Inga underarter finns listade i Catalogue of Life.